# Лояно

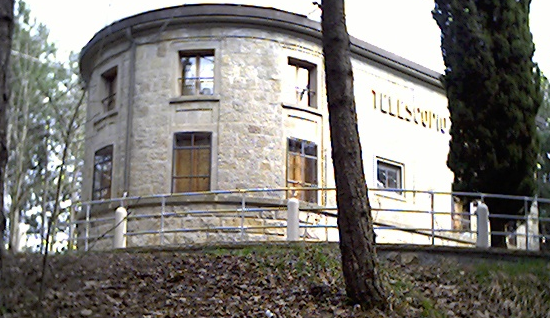

Лояно (італ. Loiano) — муніципалітет в Італії, у регіоні Емілія-Романья, метрополійне місто Болонья.
Лояно розташоване на відстані близько 280 км на північ від Рима, 26 км на південь від Болоньї.
Населення — 4347 осіб (2014).

## Демографія
Населення за роками:

Станом на 1 січня 2023 року в муніципалітеті офіційно проживало 457 іноземців з 58 країн, серед них 132 громадяни країн Євросоюзу та 31 громадянин України.

## Сусідні муніципалітети
- Монгідоро
- Монтеренціо
- Монцуно
- П'яноро